# Municipio de Magdalena Ocotlán
El municipio de Magdalena Ocotlán es un municipio mexicano perteneciente al estado de Oaxaca y a la región de los Valles Centrales. Está situado a una distancia de 42 km de la capital del estado, Oaxaca de Juárez y en el año 2010 contaba con una población 1141 habitantes (INEGI) distribuidos en una superficie de 24,24 km² lo cual da una densidad de 47,07 hab/km².

## Topónimo
El municipio recibe el nombre de Magdalena en honor de María Magdalena, personaje de los evangelios. Ocotlán significa «junto a los Ocotes»  o «entre los Ocotes». Se forma con el prefijo Ocotl que significa ocote o pino y el sufijo Tlan que significa «junto a» o «entre».

## Geografía física

### Situación
El municipio de Magdalena Ocotlánse se localiza en la parte central del estado de Oaxacar, en la región de los Valles Centrales. Limita al norte con el municipio de San Pedro Apóstol; al sur con los de Ejutla de Crespo y San Martín de los Cansecos; al este con el de San José del Progreso y al oeste con los de Ocotlán de Morelos y Ejutla de Crespo.

### Clima
Su clima es semiseco y semicálido. La temperatura media anual de 20.5 °C y el índice pluviométrico tiene un promedio de 651,1 mm.

### Flora y fauna
Debido al clima semidesértico del municipio su flora es casi nula y en cuanto a fauna destaca la presencia de zorrillos, tlacuaches, armadillos y ratas de campo entre otras especies.

## Cultura

### Idioma
Aproximadamente el 10% de la población (157) habla una lengua indígena. De entre ellas destacan:
| Núcleo            | Pob (hab.) |
| ----------------- | ---------- |
| Zapoteco          | 119        |
| Zapoteco Vallista | 7          |
| Mazateco          | 1          |
| Tzotzil           | 1          |

### Fiestas y eventos
Fiestas patronales
las fiestas patronales tienen lugar entre los días 20 y 29 de julio. Comienzan con la tradicional  calenda y termina con «la Octava». Entre los actos que tienen lugar destaca la petición de la fiesta del día 22, los fuegos artificiales del 21 y una misa grande que se organiza el día 22 junto a la petición de fiesta y la fiesta de Santa María Magdalena.
Tradición de Las Piscas
Es una celebración que tiene lugar durante la recogida de la cosecha y consiste en que las señoras preparen en el campo productos gastronómicos típicos de la zona como el tejate.